# Liste der Monuments historiques im 6. Arrondissement (Paris)
Die Liste der Monuments historiques im 6. Arrondissement (Paris) führt die Monuments historiques im 6. Arrondissement der französischen Hauptstadt Paris auf.

## Liste der Bauwerke
| Bezeichnung                                                                                    | Beschreibung | Standort                                                                                    | Kennzeichnung | Schutzstatus | Datum | Bild |
| ---------------------------------------------------------------------------------------------- | ------------ | ------------------------------------------------------------------------------------------- | ------------- | ------------ | ----- | ---- |
| Abtei Saint-Germain-des-Prés (Überreste des Refektoriums der Abtei)                            |              | 16 rue de l’Abbaye (Lage)                                                                   | PA00088489    | Inscrit      | 1953  |      |
| ehemalige Académie nationale de chirurgie                                                      |              | 12 rue de l’École-de-Médecine (Lage)                                                        | PA00088515    | Classé       | 1995  |      |
| Académie nationale de médecine                                                                 |              | 16 rue Bonaparte (Lage)                                                                     | PA00088670    | Inscrit      | 1992  |      |
| Ehemaliger Sitz der Académie royale de médecine                                                |              | 5 rue de l’École-de-Médecine (Lage)                                                         | PA00088491    | Classé       | 1931  |      |
| Ehemalige Metzgerei                                                                            |              | 62 rue de Vaugirard (Lage)                                                                  | PA00088492    | Inscrit      | 1984  |      |
| Boutiques                                                                                      |              | 13 rue du Cherche-Midi (Lage)                                                               | PA00088493    | Inscrit      | 1984  |      |
| Brasserie Lipp                                                                                 |              | 151 boulevard Saint-Germain (Lage)                                                          | PA00088494    | Inscrit      | 1989  |      |
| Café La Palette                                                                                |              | 43 rue de Seine (Lage)                                                                      | PA00088495    | Inscrit      | 1984  |      |
| Café Procope                                                                                   |              | 13 rue de l’Ancienne-Comédie (Lage)                                                         | PA00088496    | Inscrit      | 1962  |      |
| Caserne de la Garde Républicaine                                                               |              | 10 rue de Tournon (Lage)                                                                    | PA00088497    | Inscrit      | 1926  |      |
| Cathédrale Saint-Vladimir-le-Grand de Paris (früherer Sitz der Académie nationale de médecine) |              | 49 rue des Saints-Pères (Lage)                                                              | PA00088490    | Inscrit      | 1926  |      |
| Kapelle Notre-Dame-des-Anges                                                                   |              | 102 bis rue de Vaugirard (Lage)                                                             | PA00088498    | Inscrit      | 1984  |      |
| Vagenende                                                                                      |              | 142 boulevard Saint-Germain (Lage)                                                          | PA00088661    | Inscrit      | 1983  |      |
| Collège Stanislas                                                                              |              | 28 rue du Montparnasse (Lage)                                                               | PA00088499    | Inscrit      | 1926  |      |
| Cour du Commerce-Saint-André                                                                   |              | 59–61 rue Saint-André-des-Arts 130 boulevard Saint-Germain rue de l’Ancienne-Comédie (Lage) | PA00088654    | Inscrit      | 1987  |      |
| Ehemaliges Karmeliterkonvent (heute Institut Catholique de Paris)                              |              | 19–21 rue d’Assas 70 rue de Vaugirard (Lage)                                                | PA00088501    | Classé       | 1910  |      |
| Couvent des Cordeliers (Paris)                                                                 |              | 15 rue de l’École-de-Médecine (Lage)                                                        | PA00088502    | Classé       | 1975  |      |
| École nationale supérieure des beaux-arts de Paris                                             |              | 14 rue Bonaparte (Lage)                                                                     | PA00088507    | Classé       | 1921  |      |
| Crèmerie                                                                                       |              | 70 rue Bonaparte (Lage)                                                                     | PA00088503    | Inscrit      | 1984  |      |
| Schankwirtschaft                                                                               |              | 1 rue Guisarde (Lage)                                                                       | PA00088504    | Inscrit      | 1984  |      |
| Schankwirtschaft „Au petit Maure“                                                              |              | 26 rue de Seine (Lage)                                                                      | PA00088505    | Inscrit      | 1984  |      |
| Schule (1927–1973: École technique de photographie et de cinéma)                               |              | 85 rue de Vaugirard (Lage)                                                                  | PA00088506    | Inscrit      | 1977  |      |
| École nationale de la France d’Outre-Mer                                                       |              | 2 avenue de l’Observatoire (Lage)                                                           | PA00088669    | Inscrit      | 1992  |      |
| École nationale supérieure des beaux-arts de Paris                                             |              | 1 rue Jacques-Callot (Lage)                                                                 | PA00088507    | Classé       | 1914  |      |
| Métroeingang von Hector Guimard der Station Saint-Michel                                       |              | Place Saint-André-des-Arts (Lage)                                                           | PA00088648    | Inscrit      | 2016  |      |
| Abtei Saint-Germain-des-Prés                                                                   |              | 3 place Saint-Germain-des-Prés (Lage)                                                       | PA00088509    | Classé       | 1862  |      |
| St-Sulpice de Paris                                                                            |              | Place Saint-Sulpice (Lage)                                                                  | PA00088510    | Classé       | 1915  |      |
| Stadtmauer von Philippe Auguste                                                                |              | Cour du Commerce-Saint-André cour de Rohan (Lage)                                           | PA00088511    | Classé       | 1889  |      |
| Stadtmauer von Philippe Auguste                                                                |              | 11 quai de Conti (Lage)                                                                     | PA00088512    | Classé       | 1889  |      |
| Stadtmauer von Philippe Auguste                                                                |              | 34 rue Dauphine passage Dauphine 35 rue Mazarine (Lage)                                     | PA00088513    | Classé       | 1889  |      |
| Stadtmauer von Philippe Auguste                                                                |              | 13 rue de Nesle impasse de Nevers 27, 29 rue Guénégaud (Lage)                               | PA00088514    | Classé       | 1889  |      |
| Fontaine du Marché-aux-Carmes                                                                  |              | square Gabriel-Pierné (Lage)                                                                | PA00088517    | Inscrit      | 1952  |      |
| Fontaine du Marché-Saint-Germain                                                               |              | Rue Bonaparte (Lage)                                                                        | PA00088518    | Inscrit      | 1926  |      |
| Fontaine Médicis                                                                               |              | Jardin du Luxembourg (Lage)                                                                 | PA00088519    | Classé       | 1889  |      |
| Fontaine des Quatre-Parties-du-Monde                                                           |              | avenue de l’Observatoire (Lage)                                                             | PA00088516    | Inscrit      | 1926  |      |
| Fontaine Saint-Michel                                                                          |              | Place Saint-Michel (Lage)                                                                   | PA00088520    | Inscrit      | 1926  |      |
| Fontaine Saint-Sulpice                                                                         |              | Place Saint-Sulpice (Lage)                                                                  | PA00088521    | Inscrit      | 1926  |      |
| Bouillon Racine                                                                                |              | 3 Rue Racine (Lage)                                                                         | PA00088667    | Classé       | 1995  |      |
| Grand Hôtel d’Entragues                                                                        |              | 12 rue de Tournon (Lage)                                                                    | PA00088641    | Inscrit      | 1993  |      |
| Hôtel des Abbés de Fécamp                                                                      |              | 5 rue Hautefeuille (Lage)                                                                   | PA00088522    | Classé       | 1947  |      |
| Hôtel d’Aguesseau                                                                              |              | 18 rue Séguier (Lage)                                                                       | PA00088631    | Inscrit      | 1926  |      |
| Hôtel d’Asfeld                                                                                 |              | 40 rue du Cherche-Midi (Lage)                                                               | PA00088523    | Inscrit      | 1964  |      |
| Hôtel de Beaune                                                                                |              | 7 rue du Regard (Lage)                                                                      | PA00088524    | Inscrit      | 1926  |      |
| Hôtel de Beligny                                                                               |              | 12 rue Guénégaud (Lage)                                                                     | PA00088525    | Inscrit      | 1948  |      |
| Hôtel de Brancas                                                                               |              | 6 rue de Tournon (Lage)                                                                     | PA00088526    | Classé       | 2021  |      |
| Hôtel de Chambon                                                                               |              | 95 rue du Cherche-Midi (Lage)                                                               | PA00088527    | Inscrit      | 1936  |      |
| Hôtel Charles-Testu                                                                            |              | 26 rue de Condé (Lage)                                                                      | PA00088528    | Inscrit      | 1964  |      |
| Hôtel de Choiseul-Praslin                                                                      |              | 111 rue de Sèvres (Lage)                                                                    | PA00088627    | Inscrit      | 1926  |      |
| Hôtel de Claude-Trutat                                                                         |              | 14 rue de Condé (Lage)                                                                      | PA00088529    | Classé       | 1949  |      |
| Hôtel des Comédiens ordinaires du roi                                                          |              | 14 rue de l’Ancienne-Comédie (Lage)                                                         | PA00088530    | Inscrit      | 1928  |      |
| Hôtel du Docteur Coste                                                                         |              | 42 rue du Cherche-Midi (Lage)                                                               | PA00088531    | Inscrit      | 1928  |      |
| Hôtel Feydeau de Montholon                                                                     |              | 35 quai des Grands-Augustin (Lage)                                                          | PA00088532    | Classé       | 1969  |      |
| Hôtel de Foretz                                                                                |              | 21 rue Hautefeuille (Lage)                                                                  | PA00088533    | Inscrit      | 1990  |      |
| Hôtel de Furstemberg                                                                           |              | 3, 5, 7 Rue de l’Abbaye (Lage)                                                              | PA00088651    | Classé       | 1959  |      |
| Hôtel de Garsaulan                                                                             |              | 5 quai Malaquais (Lage)                                                                     | PA00088534    | Classé       | 1926  |      |
| Hôtel d’Hercule                                                                                |              | 5–7 rue des Grands-Augustins (Lage)                                                         | PA00088535    | Inscrit      | 1926  |      |
| Hôtel Lutetia                                                                                  |              | 23 rue de Sèvres 43–51 boulevard Raspail (Lage)                                             | PA75060007    | Inscrit      | 2007  |      |
| Hôtel de Luynes                                                                                |              | 5 rue Gît-le-Cœur (Lage)                                                                    | PA75060006    | Inscrit      | 2006  |      |
| Hôtel de Luzy                                                                                  |              | 6 rue Férou (Lage)                                                                          | PA00088536    | Classé       | 1926  |      |
| Hôtel Machelet de Velye                                                                        |              | 10 rue de Condé (Lage)                                                                      | PA00088537    | Inscrit      | 1962  |      |
| Hôtel de Marsilly                                                                              |              | 18 rue du Cherche-Midi (Lage)                                                               | PA00088566    | Classé       | 1997  |      |
| Hôtel de la Monnaie                                                                            |              | 11 quai de Conti (Lage)                                                                     | PA00088666    | Classé       | 1926  |      |
| Hôtel de Montmorency-Bours                                                                     |              | 89 rue du Cherche-Midi (Lage)                                                               | PA00088539    | Inscrit      | 1926  |      |
| Hôtel de Montmorency-Fosseux                                                                   |              | 4 rue de Tournon (Lage)                                                                     | PA00088538    | Classé       | 1986  |      |
| Hôtel de Mouy                                                                                  |              | 31 rue Dauphine (Lage)                                                                      | PA00088540    | Classé       | 1975  |      |
| Hôtel particulier                                                                              |              | 19 rue Bonaparte (Lage)                                                                     | PA00125454    | Inscrit      | 1993  |      |
| Hôtel de Rothembourg                                                                           |              | 5 rue du Regard (Lage)                                                                      | PA00088541    | Inscrit      | 1963  |      |
| Hôtel de Saint-Cyr                                                                             |              | 19 rue des Grands-Augustins (Lage)                                                          | PA75060003    | Inscrit      | 2004  |      |
| Hôtel de Saxe                                                                                  |              | 3 quai Malaquais (Lage)                                                                     | PA00088542    | Classé       | 1949  |      |
| Hôtel dit Séguier                                                                              |              | 16 rue Séguier (Lage)                                                                       | PA75060009    | Inscrit      | 2010  |      |
| Hôtel Sillery-Genlis                                                                           |              | 13 quai de Conti (Lage)                                                                     | PA00088543    | Inscrit      | 1947  |      |
| Hôtel de Sourdéac                                                                              |              | 8 rue Garancière (Lage)                                                                     | PA00088584    | Inscrit      | 1928  |      |
| Petit Hôtel de Sourdéac                                                                        |              | 12 rue de Condé (Lage)                                                                      | PA00088544    | Inscrit      | 1962  |      |
| Hôtel du Tillet de la Bussière                                                                 |              | 52 rue Saint-André-des-Arts (Lage)                                                          | PA00088624    | Inscrit      | 1928  |      |
| Hôtel de Transylvanie                                                                          |              | 9 quai Malaquais (Lage)                                                                     | PA00088545    | Inscrit      | 2013  |      |
| Hôtel de Turenne                                                                               |              | 25 boulevard du Montparnasse (Lage)                                                         | PA00088546    | Inscrit      | 1928  |      |
| Hôtel de Vendôme (seit 1816: École nationale supérieure des mines)                             |              | 60–62 boulevard Saint-Michel (Lage)                                                         | PA00088508    | Inscrit      | 1994  |      |
| Gebäude                                                                                        |              | 28 rue Bonaparte (Lage)                                                                     | PA00088551    | Inscrit      | 1926  |      |
| Gebäude                                                                                        |              | 38 rue Bonaparte (Lage)                                                                     | PA00088552    | Inscrit      | 1984  |      |
| Gebäude                                                                                        |              | 26 rue de Buci (Lage)                                                                       | PA75060010    | Inscrit      | 2011  |      |
| Gebäude                                                                                        |              | 12 rue de Buci (Lage)                                                                       | PA00088554    | Inscrit      | 1947  |      |
| Gebäude                                                                                        |              | 28, 30 rue de Buci (Lage)                                                                   | PA00088555    | Inscrit      | 1946  |      |
| Gebäude                                                                                        |              | 18 rue des Canettes (Lage)                                                                  | PA00088556    | Inscrit      | 1984  |      |
| Gebäude                                                                                        |              | 7 rue Cassette (Lage)                                                                       | PA00088557    | Inscrit      | 1963  |      |
| Gebäude                                                                                        |              | 17 rue Cassette (Lage)                                                                      | PA00088558    | Inscrit      | 1964  |      |
| Gebäude                                                                                        |              | 19, 21 rue Cassette (Lage)                                                                  | PA00088560    | Inscrit      | 1963  |      |
| Gebäude                                                                                        |              | 20 rue Cassette (Lage)                                                                      | PA00088561    | Inscrit      | 1964  |      |
| Gebäude                                                                                        |              | 17 rue du Cherche-Midi (Lage)                                                               | PA00088565    | Inscrit      | 1972  |      |
| Gebäude                                                                                        |              | 44 rue du Cherche-Midi (Lage)                                                               | PA00088568    | Inscrit      | 1964  |      |
| Gebäude                                                                                        |              | 5 rue Christine (Lage)                                                                      | PA75060008    | Inscrit      | 2008  |      |
| Gebäude                                                                                        |              | 7 rue Christine (Lage)                                                                      | PA75060012    | Inscrit      | 2014  |      |
| Gebäude                                                                                        |              | 5 rue de Condé (Lage)                                                                       | PA00088572    | Inscrit      | 1963  |      |
| Gebäude                                                                                        |              | 7 rue de Condé (Lage)                                                                       | PA00088573    | Inscrit      | 1962  |      |
| Gebäude                                                                                        |              | 9 rue de Condé (Lage)                                                                       | PA00088574    | Inscrit      | 1962  |      |
| Gebäude                                                                                        |              | 11 rue de Condé (Lage)                                                                      | PA00088575    | Inscrit      | 1962  |      |
| Gebäude                                                                                        |              | 13 rue de Condé (Lage)                                                                      | PA00088576    | Inscrit      | 1962  |      |
| Gebäude                                                                                        |              | 15 rue de Condé (Lage)                                                                      | PA00088577    | Inscrit      | 1962  |      |
| Gebäude                                                                                        |              | 28 rue de Condé (Lage)                                                                      | PA00088578    | Inscrit      | 1962  |      |
| Gebäude                                                                                        |              | 30 rue de Condé (Lage)                                                                      | PA00088579    | Inscrit      | 1962  |      |
| Gebäude (Maison Hennebique)                                                                    |              | 1 rue Danton (Lage)                                                                         | PA00088580    | Inscrit      | 1964  |      |
| Gebäude                                                                                        |              | 2 rue de l’École-de-Médecine (Lage)                                                         | PA00088581    | Inscrit      | 1928  |      |
| Gebäude                                                                                        |              | 10 rue de l’Éperon (Lage)                                                                   | PA75060002    | Inscrit      | 2003  |      |
| Gebäude                                                                                        |              | 3 rue Garancière (Lage)                                                                     | PA00088582    | Inscrit      | 1979  |      |
| Gebäude (Brunnen)                                                                              |              | 12 rue Garancière (Lage)                                                                    | PA00088585    | Inscrit      | 1962  |      |
| Gebäude                                                                                        |              | 10 rue Gît-le-Cœur (Lage)                                                                   | PA75060005    | Inscrit      | 2006  |      |
| Gebäude                                                                                        |              | 14 rue Guynemer (Lage)                                                                      | PA00088587    | Inscrit      | 1986  |      |
| Gebäude                                                                                        |              | 11 rue Jacob (Lage)                                                                         | PA00088589    | Inscrit      | 1962  |      |
| Gebäude                                                                                        |              | 13 rue Jacob (Lage)                                                                         | PA75060013    | Inscrit      | 2014  |      |
| Gebäude                                                                                        |              | 52 rue Jacob (Lage)                                                                         | PA75060011    | Classé       | 2012  |      |
| Gebäude                                                                                        |              | 7, 9 rue Mazarine (Lage)                                                                    | PA00088591    | Inscrit      | 1928  |      |
| Gebäude                                                                                        |              | 11 rue Mazarine (Lage)                                                                      | PA00088592    | Inscrit      | 1948  |      |
| Gebäude                                                                                        |              | 10 rue Monsieur-le-Prince (Lage)                                                            | PA00088596    | Classé       | 1928  |      |
| Gebäude                                                                                        |              | 1 place de l’Odéon (Lage)                                                                   | PA00088598    | Classé       | 1959  |      |
| Gebäude                                                                                        |              | 2 place de l’Odéon (Lage)                                                                   | PA00088599    | Inscrit      | 1946  |      |
| Gebäude                                                                                        |              | 3 place de l’Odéon (Lage)                                                                   | PA00088600    | Inscrit      | 1946  |      |
| Gebäude                                                                                        |              | 4 place de l’Odéon (Lage)                                                                   | PA00088601    | Inscrit      | 1946  |      |
| Gebäude                                                                                        |              | 5 place de l’Odéon (Lage)                                                                   | PA00088602    | Inscrit      | 1946  |      |
| Gebäude                                                                                        |              | 6 place de l’Odéon (Lage)                                                                   | PA00088603    | Inscrit      | 1946  |      |
| Gebäude                                                                                        |              | 7 place de l’Odéon (Lage)                                                                   | PA00088604    | Inscrit      | 1946  |      |
| Gebäude                                                                                        |              | 8 place de l’Odéon (Lage)                                                                   | PA00088605    | Inscrit      | 1946  |      |
| Gebäude                                                                                        |              | 1 rue de l’Odéon (Lage)                                                                     | PA00088606    | Inscrit      | 1947  |      |
| Gebäude                                                                                        |              | 2 rue de l’Odéon (Lage)                                                                     | PA00088607    | Inscrit      | 1946  |      |
| Gebäude                                                                                        |              | 3 rue de l’Odéon (Lage)                                                                     | PA00088608    | Inscrit      | 1947  |      |
| Gebäude                                                                                        |              | 5 rue de l’Odéon (Lage)                                                                     | PA00088609    | Inscrit      | 1947  |      |
| Gebäude                                                                                        |              | 6 rue de l’Odéon (Lage)                                                                     | PA00088610    | Inscrit      | 1946  |      |
| Gebäude                                                                                        |              | 7 rue de l’Odéon (Lage)                                                                     | PA00088611    | Inscrit      | 1947  |      |
| Gebäude                                                                                        |              | 8 rue de l’Odéon (Lage)                                                                     | PA00088612    | Inscrit      | 1946  |      |
| Gebäude                                                                                        |              | 9 rue de l’Odéon (Lage)                                                                     | PA00088613    | Inscrit      | 1947  |      |
| Gebäude                                                                                        |              | 10 rue de l’Odéon (Lage)                                                                    | PA00088614    | Inscrit      | 1947  |      |
| Gebäude                                                                                        |              | 12 rue de l’Odéon (Lage)                                                                    | PA00088615    | Inscrit      | 1946  |      |
| Gebäude                                                                                        |              | 14 rue de l’Odéon (Lage)                                                                    | PA00088616    | Inscrit      | 1947  |      |
| Gebäude                                                                                        |              | 140bis rue de Rennes (Lage)                                                                 | PA00088620    | Inscrit      | 1975  |      |
| Gebäude                                                                                        |              | 15 rue des Saints-Pères (Lage)                                                              | PA00088626    | Inscrit      | 1962  |      |
| Gebäude                                                                                        |              | 41 rue de Seine (Lage)                                                                      | PA00088633    | Inscrit      | 1948  |      |
| Gebäude                                                                                        |              | 54 rue de Seine (Lage)                                                                      | PA00088634    | Inscrit      | 1948  |      |
| Gebäude                                                                                        |              | 57 rue de Seine (Lage)                                                                      | PA00088635    | Inscrit      | 1961  |      |
| Gebäude                                                                                        |              | 21 rue de Sèvres (Lage)                                                                     | PA00088637    | Inscrit      | 1926  |      |
| Gebäude                                                                                        |              | 8 rue de Tournon (Lage)                                                                     | PA00088640    | Inscrit      | 1974  |      |
| Gebäude                                                                                        |              | 29 rue de Tournon (Lage)                                                                    | PA00088643    | Inscrit      | 1963  |      |
| Gebäude                                                                                        |              | 31 rue de Tournon (Lage)                                                                    | PA00088644    | Inscrit      | 1964  |      |
| Gebäude                                                                                        |              | 26 rue Vavin (Lage)                                                                         | PA00088645    | Inscrit      | 1975  |      |
| Cercle de la Librairie                                                                         |              | 117 boulevard Saint-Germain (Lage)                                                          | PA00088625    | Inscrit      | 1971  |      |
| Congrégation de la Mission des Lazaristes                                                      |              | 93, 95, 97 rue de Sèvres (Lage)                                                             | PA00088638    | Classé       | 1987  |      |
| Crédit municipal de Paris                                                                      |              | 15 rue du Regard (Lage)                                                                     | PA00088619    | Inscrit      | 1926  |      |
| Musée national Eugène Delacroix                                                                |              | Rue de Furstemberg (Lage)                                                                   | PA00088668    | Inscrit      | 1991  |      |
| Institut d’art et d’archéologie                                                                |              | 3 rue Michelet (Lage)                                                                       | PA00132986    | Classé       | 1994  |      |
| Lycée Fénelon                                                                                  |              | 45 rue Saint-André-des-Arts (Lage)                                                          | PA00088646    | Inscrit      | 1928  |      |
| Lycée Saint-Louis                                                                              |              | 42 Boulevard Saint-Michel (Lage)                                                            | PA00088647    | Inscrit      | 1926  |      |
| Haus                                                                                           |              | 10 Rue de l’Abbaye (Lage)                                                                   | PA00088547    | Inscrit      | 1926  |      |
| Haus                                                                                           |              | 5 rue Bonaparte (Lage)                                                                      | PA00088548    | Inscrit      | 1926  |      |
| Haus                                                                                           |              | 7 rue Bonaparte (Lage)                                                                      | PA00088549    | Inscrit      | 1927  |      |
| Haus                                                                                           |              | 9 rue Bonaparte (Lage)                                                                      | PA00088550    | Inscrit      | 1926  |      |
| Haus                                                                                           |              | 88 rue Bonaparte (Lage)                                                                     | PA00088553    | Inscrit      | 1926  |      |
| Haus                                                                                           |              | 18 rue Cassette (Lage)                                                                      | PA00088559    | Inscrit      | 1964  |      |
| Haus                                                                                           |              | 22 rue Cassette (Lage)                                                                      | PA00088562    | Inscrit      | 1963  |      |
| Haus                                                                                           |              | 26, 26 bis rue Cassette (Lage)                                                              | PA00088563    | Inscrit      | 1963  |      |
| Haus                                                                                           |              | 11 rue du Cherche-Midi (Lage)                                                               | PA00088564    | Inscrit      | 1926  |      |
| Haus                                                                                           |              | 19 rue du Cherche-Midi (Lage)                                                               | PA00088567    | Inscrit      | 1926  |      |
| Haus                                                                                           |              | 87 rue du Cherche-Midi (Lage)                                                               | PA00088569    | Inscrit      | 1926  |      |
| Haus                                                                                           |              | 10 rue des Ciseaux (Lage)                                                                   | PA00088570    | Inscrit      | 1926  |      |
| Haus                                                                                           |              | 3 rue de Condé (Lage)                                                                       | PA00088571    | Inscrit      | 1926  |      |
| Haus                                                                                           |              | 14 rue des Grands-Augustins (Lage)                                                          | PA00088586    | Inscrit      | 1926  |      |
| Haus                                                                                           |              | 20 rue de l’Hirondelle (Lage)                                                               | PA00088588    | Inscrit      | 1926  |      |
| Haus                                                                                           |              | 19 rue Mazarine (Lage)                                                                      | PA00088593    | Inscrit      | 1928  |      |
| Haus                                                                                           |              | 51 rue Mazarine (Lage)                                                                      | PA00088594    | Inscrit      | 1928  |      |
| Haus                                                                                           |              | 4 rue Monsieur-le-Prince (Lage)                                                             | PA00088595    | Inscrit      | 1926  |      |
| Haus                                                                                           |              | 58 rue Monsieur-le-Prince (Lage)                                                            | PA00088597    | Inscrit      | 1928  |      |
| Haus                                                                                           |              | 1 rue du Regard (Lage)                                                                      | PA00088617    | Inscrit      | 1926  |      |
| Haus                                                                                           |              | 13 rue du Regard (Lage)                                                                     | PA00088618    | Inscrit      | 1926  |      |
| Haus                                                                                           |              | 27 rue Saint-André-des-Arts (Lage)                                                          | PA00088621    | Inscrit      | 1928  |      |
| Haus                                                                                           |              | 47 rue Saint-André-des-Arts (Lage)                                                          | PA00088622    | Inscrit      | 1926  |      |
| Haus                                                                                           |              | 49 rue Saint-André-des-Arts (Lage)                                                          | PA00088623    | Inscrit      | 1926  |      |
| Haus                                                                                           |              | 27 rue Saint-Sulpice (Lage)                                                                 | PA00088629    | Inscrit      | 1926  |      |
| Haus                                                                                           |              | 10 rue Séguier (Lage)                                                                       | PA00088630    | Inscrit      | 1926  |      |
| Haus                                                                                           |              | 6, 8 rue de Seine (Lage)                                                                    | PA00088632    | Inscrit      | 1926  |      |
| Haus                                                                                           |              | 14 rue Servandoni (Lage)                                                                    | PA00088636    | Inscrit      | 1926  |      |
| Haus                                                                                           |              | 2 rue de Tournon (Lage)                                                                     | PA00088639    | Inscrit      | 1926  |      |
| Haus                                                                                           |              | 14 rue de Tournon (Lage)                                                                    | PA00088642    | Inscrit      | 1926  |      |
| Maison de Servandoni                                                                           |              | 6 place Saint-Sulpice (Lage)                                                                | PA00088628    | Inscrit      | 1959  |      |
| Monument du Maréchal Ney                                                                       |              | Avenue de l’Observatoire (Lage)                                                             | PA00088649    | Inscrit      | 1926  |      |
| Musée Hébert                                                                                   |              | 85 rue du Cherche-Midi (Lage)                                                               | PA00088650    | Inscrit      | 1926  |      |
| Palais de l’Institut                                                                           |              | quai de Conti (Lage)                                                                        | PA00088652    | Classé       | 1862  |      |
| Palais du Luxembourg                                                                           |              | Rue de Vaugirard (Lage)                                                                     | PA00088653    | Classé       | 1862  |      |
| Pavillons                                                                                      |              | 137 rue de Sèvres (Lage)                                                                    | PA00088655    | Inscrit      | 1979  |      |
| ehemaliges Schwimmbad Piscine Lutetia                                                          |              | 17 rue de Sèvres (Lage)                                                                     | PA75060004    | Inscrit      | 2005  |      |
| Place de l’Odéon                                                                               |              | (Lage)                                                                                      | PA00088656    | Classé       | 1948  |      |
| Presbyterium von Saint-Germain-des-Prés                                                        |              | Place Saint-Germain-des-Prés (Lage)                                                         | PA00088657    | Classé       | 1980  |      |
| Bistrot de la Gare                                                                             |              | 59 boulevard du Montparnasse (Lage)                                                         | PA00088659    | Inscrit      | 1984  |      |
| Restaurant des Saints-Pères                                                                    |              | 175 boulevard Saint-Germain (Lage)                                                          | PA00088660    | Inscrit      | 1987  |      |
| ehemaliges Séminaire                                                                           |              | 9 place Saint-Sulpice (Lage)                                                                | PA00088662    | Inscrit      | 1959  |      |
| Temple de l’Amitié                                                                             |              | 20 rue Jacob (Lage)                                                                         | PA00088663    | Inscrit      | 1947  |      |
| Théâtre National de l’Odéon                                                                    |              | Place de l’Odéon (Lage)                                                                     | PA00088664    | Classé       | 1947  |      |
| Théâtre du Vieux-Colombier                                                                     |              | 21 rue du Vieux-Colombier (Lage)                                                            | PA00088665    | Inscrit      | 1978  |      |

## Liste der Objekte
- Monuments historiques (Objekte) in Paris in der Base Palissy des französischen Kultusministeriums